# Taisha Abelar
Taisha Abelar, née Maryann Simko, est une écrivaine et une anthropologue américaine. Elle a collaboré avec l'écrivain Carlos Castaneda.

## Biographie
Abelar rencontre Castaneda à l'âge de 19 ans, alors qu'elle est étudiante à l'Université de Californie à Los Angeles, où elle obtient un diplôme de master et un doctorat en anthropologie. En 1973, Castaneda achète un complexe sur l'avenue Pandora à Westwood, Los Angeles. Peu après Abelar, connue alors sous le nom de Maryann Simko, y emménage avec Regine Thal et Kathleen Pohlman. Elles sont plus tard connues collectivement comme les « sorcières » de Castaneda. En 1974, Samurai magazine publie des photos de Regine Thal pratiquant des exercices de karaté. Dans l'article, Abelar est appelée « Anna Marie Carter ».
Taisha Abelar prétend avoir été l'une des quatre étudiantes de Don Juan et avoir passé un an dans sa maison magique de Mexico. En 1992, son livre The Sorcerer’s Crossing: A Woman’s Journey (Le Passage des sorciers : Voyage initiatique d'une femme vers l'autre réalité, au Seuil), relate l'enseignement qu'elle reçoit des femmes du groupe de don Juan. Cet ouvrage a été publié par Viking Books. Dans les années 1990, Abelar et les autres sorcières commencent à donner des ateliers de Tenségrité pour Cleargreen Incorporated (en), une société créée par Castaneda dans ce but.
En 1998, après le décès de Castaneda, Abelar disparaît avec les quatre autres femmes — Patricia Partin (Nury Alexander), Florinda Donner-Grau (Regine Margarita Thal), Kylie Lundahl, Amalia Marquez (Amalia Marin) — du groupe des « sorcières » qui vivaient ensemble. Elles n'ont, depuis, pas été retrouvées. Un squelette découvert en 2003 dans le parc national de la vallée de la Mort est considéré depuis les tests ADN réalisés en 2006 comme étant celui de Patricia Partin.

## Philosophie
Conformément à la philosophie de l'effacement de l'histoire personnelle (en anglais : Erase your personal history) pronnée par Castaneda, les sorcières maintiennent un voile de secret autour de leur identité. Elles utilisent de nombreux pseudonymes et ne se laissent pas photographier. Peu de temps après le déménagement dans le complexe de Castaneda, Maryann Simko change son nom en Taisha Abelar. De même, Regine Thal change le sien en Florinda Donner et Kathleen Pohlman en Carol Tiggs.